# جوناس كامبراد
جوناس كامبراد (بالسويدية: Jonas Kamprad)‏ هو مصمم ديكور ‏ سويدي، ولد في 1966.